# Limopsis scotiana
Limopsis scotiana is een tweekleppigensoort uit de familie van de Limopsidae. De wetenschappelijke naam van de soort is voor het eerst geldig gepubliceerd in 1964 door Dell.